# Zbiornik Koprinka
Zbiornik Koprinka (bułg. Язовир Копринка) to zbiornik retencyjny w Dolinie Róż w centralnej Bułgarii.
Budowa rozpoczęła się po 1944 roku i zakończyła w 1956 roku. Zbiornik i zapora powstały na rzece Tundża, 7 km na zachód od miasta Kazanłyk w pobliżu wsi Koprinka. Znajduje się on 300 metrów na południe od głównej drogi sub-bałkańskiej łączącej stolicę Sofię z Burgas. Zbiornik ma długość około 7 km i zajmuje powierzchnię 11,2 km². Głębokość waha się od 44 do 78 metrów. Brzegi są zróżnicowane, z licznymi zatokami i odgałęzieniami.
Woda ze zbiornika jest wykorzystywana do irygacji, do celów przemysłowych, a także do produkcji prądu.

## Seuthopolis
Podczas budowy zapory odkryto starożytne miasto trackie – Seuthopolis, które było stolicą królestwa Odrysów. Pozostałości miasta zostały dokładnie przebadane, artefakty zebrano w Regionalnym Muzeum Historycznym, zaś samo Seuthopolis znalazło się pod wodą.

## Rekreacja
Zbiornik Koprinka jest popularnym miejscem wypoczynku mieszkańców Kazanłyka, oferującym dobre warunki do uprawiania sportów wodnych. Jest to również dobre miejsce do wędkowania dzięki obfitości ryb takich jak brzana, klen, karp, sum oraz innych gatunków ryb słodkowodnych. Zbiornik stanowi także miejsce zimowania dla wielu gatunków ptaków.